# Louie Schwartzberg
Louie Schwartzberg (crédité aussi sous le nom Louis Schwartzberg), né le 21 février 1950 à Brooklyn (New York), est un réalisateur et producteur américain.

## Biographie
Louie Schwartzberg a étudié à l'université de Californie à Los Angeles.
Il a commencé sa carrière comme spécialiste d'effets spéciaux. Il s'est fait une spécialité de filmer les fleurs.
Il a remporté plusieurs récompenses cinématographiques.

## Filmographie

### Réalisateur
- 2011 : Pollen
- 2019 : Fantastic Fungi (en)

### Producteur
- 2004 : America's Heart and Soul (en)
- 2007 : Reflections of Venice